# Oddernes kommun
Oddernes kommun (norska: Oddernes kommune) var en kommun i Vest-Agder fylke i södra Norge. Orten Lund utgjorde kommunens centralort.

## Administrativ historik
Oddernes kommun upprättades den 1 januari 1838 (som Oddernæs formannskapsdistrikt) när Formannskapslovene från 1837 trädde i kraft. Kommunen omfattade då områden i de mellersta och östra delarna av nuvarande Kristiansands kommun.
Den 31 december 1893 bröts Randesunds kommun ut ur kommunen som då minskade från 4 209 invånare före delningen till 3 076 invånare efter. Den återstående delen omfattade områden i den mellersta delen av nuvarande Kristiansands kommun.
Den 1 juli 1921 överfördes ett bebott område (med 2 164 invånare) från Oddernes kommun till Kristiansands kommun.
Den 1 januari 1965 gick Oddernes kommun, tillsammans med kommunerna Randesund och Tveit, upp i Kristiansands kommun. Kommunens hade då 18 668 invånare.